# Дженалиев, Мувашархан Танабаевич
Мувашархан Танабаевич Дженалиев (род. 25 января 1947) — казахстанский математик, специалист в области теории нагруженных дифференциальных уравнений с частными производными и их приложений к задачам оптимального управления.

## Биография
Родился 25 января 1947 года в посёлке Актобе Шуского района Джамбулской области.
В 1965 году поступил на факультет Автоматики и вычислительной техники КазПТИ им. В. И. Ленина (ныне КазНТУ им. К. И. Сатпаева), который окончил в 1971 году. Затем до 1976 года работал инженером, старшим инженером и руководителем группы в Казахском отделении ГПИ Проектмонтажавтоматика (Алматы).
В 1976 году поступил в аспирантуру КазГУ им. С. М. Кирова. В 1982 году защитил кандидатскую диссертацию «О достаточных условиях оптимальности одного класса систем с распределенными параметрами», а в 1994 году—докторскую диссертацию «Краевые задачи для нагруженных дифференциальных уравнений» по специальности 01.01.02 Дифференциальные уравнения и математическая физика. В 1996 году утверждён в звании профессора.
С 1980 года научная деятельность Дженалиева связана с Институтом математики и механики Академии Наук Казахской ССР (ныне Институт математики Центра физико-математических исследований Министерства образования и науки Республики Казахстан). Главный научный сотрудник (1994—1999), в 2000—2006 годы заместитель директора и заведующий лабораторией. С 01.01.2007— и.о, директора и с 28 августа 2008 по 2011 г. — директор Института математики и зав. лабораторией. С 2011 года — зав. лабораторией.
Среди его учеников — 11 кандидатов и 5 докторов наук.

## Научные труды
Опубликовал более 150 научных работ:
Монографии:
- «К теории линейных краевых задач для нагруженных дифференциальных уравнений» (Алматы, Изд. ИМ, 1995);
- «Моделирование оптимальных процессов управления» (Алматы, Гылым, 1997, соавтор, К.Сматов);
- «Нагруженные уравнения как возмущения дифференциальных уравнений» (Алматы, Гылым, 2010, соавтор, М. И. Рамазанов)

Основные публикации:
- Оптимальное управление линейными нагруженными параболическими уравнениями// Дифференциальные уравнения. Т. 25, № 4, с. 641—651, 1989.
- О разрешимости граничных задач для линейных нагруженных уравнений с нерегулярными коэффициентами// Дифференциальные уравнения. Т. 27, № 9, с. 1585—1595, 1991.
- О граничных задачах для линейного нагруженного параболического уравнения с нелокальными граничными условиями// Дифференциальные уравнения. Т. 27, № 10, с. 1825—1827, 1991
- Граничные задачи и задачи оптимального управления для линейных гиперболических уравнений// Дифференциальные уравнения. Т. 28, № 2, с. 232—241, 1992.
- Об одном классе нагруженных эллиптических уравнений// Дифференциальные уравнения. Т. 28, № 3, с. 522—524, 1992.
- Граничные задачи нагруженных параболических и гиперболических уравнений с производными по времени в граничных условиях// Дифференциальные уравнения. Т. 28, № 4, с. 661—666, 1992.
- Неоднородные граничные задачи для нагруженных эволюционных уравнений нечетного порядка с внутренне-граничными условиями// Дифференциальные уравнения. Т. 29, № 4, с. 617—626, 1993.
- Граничные задачи для дифференциально-операторных уравнений нечетного порядка и нагруженные уравнения// Дифференциальные уравнения. Т. 29, № 8, с. 1380—1389, 1993.
- К обобщенной разрешимости нагруженного волнового уравнения// Дифференциальные уравнения. Т. 30, № 4, с. 723—724, 1994.
- Граничные задачи для нагруженных дифференциальных уравнений первого и второго порядков и их приложения// Дифференциальные уравнения. Т. 31, № 1, с. 160—162, 1995.
- О нелокальных задачах для нагруженных дифференциально-операторных уравнений первого порядка// Дифференциальные уравнения. Т. 31, № 11, с. 1902—1906, 1995.
- О квадратичном функционале в задаче Коши для нагруженного дифференциально-операторного уравнения первого порядка. I// Дифференциальные уравнения. Т. 31, № 12, с. 2029—2037, 1995.
- О квадратичном функционале в задаче Коши для нагруженного дифференциально-операторного уравнения первого порядка. II// Дифференциальные уравнения. Т. 32, № 4, с. 518—522, 1996.
- On the boundary value problems for loaded differential equations// J.Korean Math.Soc. (Seoul). Vol. 37, No. 6, pp. 1031—1042, 2000.
- О нагруженных уравнениях с периодическими граничными условиями// Дифференциальные уравнения. Т. 37, № 1, с. 48-54, 2001.
- О краевой задаче для спектрльно-нагруженного уравнения теплопроводности // Сибирский математический журнал. Т. 47, № 3, с. 527—547, 2006 (соавтор, М. И. Рамазанов).
- Об одной граничной задаче для спектрально-нагруженного оператора теплопроводности. I// Дифференциальные уравнения. Т. 43, № 4, с. 498—508, 2007 (соавтор, М. И. Рамазанов).
- Об одной граничной задаче для спектрально-нагруженного оператора теплопроводности. II// Дифференциальные уравнения. Т. 43, № 6, с. 788—794, 2007 (соавтор, М. И. Рамазанов).
- Об особом интегральном уравнении второго рода со спектральным параметром// Сибирский математический журнал. Т. 52, № 1, с. 3-14, 2011 (соавторы, Д. М. Ахманова, М. И. Рамазанов).
- Граничная задача для спектрально-нагруженного оператора теплопроводности с приближением линии нагрузки к временной оси в нуле или на бесконечности// Дифференциальные уравнения. Т. 47, № 2, с. 231—243, 2011 (соавторы, М. М. Амангалиева, Д. М. Ахманова, М. И. Рамазанов).
- About Dirichlet boundary value problem for the heat equation in the infinite angular domain// Boundary Value Problems. V. 2014, № 213, p. 1-24, 2014 (joint authors, M. M. Amangaliyeva, M. T. Kosmakova, M. I. Ramazanov).
- On a Volterra equation of the second kind with 'incompressible' kernel// Advances in Difference Equations. V. 2015, № 71, p. 1-14, 2015 (joint authors, M. M. Amangaliyeva, M. T. Kosmakova, M. I. Ramazanov).
- Об одной однородной задаче для уравнения теплопроводности в бесконечной угловой области// Сибирский математический журнал. Т. 56, № 6, с. 1234—1248, 2015 (соавторы, М. М. Амангалиева, М. Т. Космакова, М. И. Рамазанов).
- Граничные задачи для слабо нагруженного оператора гиперболического уравнения второго порядка в цилиндрической области// Дифференциальные уравнения. Т. 51, № 12, с. 1618—1628, 2015 (соавторы, В. И. Корзюк, И. С. Козловская).